# Southern Agrarians
I Southern Agrarians (noti anche come Vanderbilt Agrarians o Nashville Agrarians) erano un gruppo di dodici scrittori e poeti statunitensi con radici negli Stati del sud, che si unirono per pubblicare un manifesto del ruralismo, una collezione di saggi intitolata I'll Take My Stand (1930).
I Southern Agrarians costituirono un importante ramo conservatore del populismo americano, e contribuirono al revival della letteratura meridionale negli anni '20 e '30, il cosiddetto "Rinascimento del Sud".
La loro base era principalmente la Vanderbilt University a Nashville (Tennessee): Davidson, Lytle, Ransom, Tate e Warren frequentavano l'università; Davidson e Ransom poi entrarono a far parte della facoltà, insieme a Owsley.

## Membri
I Southern Agrarians comprendevano:
- Donald Davidson
- John Gould Fletcher
- Henry Blue Kline
- Lyle H. Lanier
- Andrew Nelson Lytle
- Herman Clarence Nixon
- Frank Lawrence Owsley
- John Crowe Ransom
- Allen Tate
- John Donald Wade
- Robert Penn Warren
- Richard M. Weaver
- Stark Young